# Lotobia alpina
Lotobia alpina är en tvåvingeart som beskrevs av Kim och Han 1990. Lotobia alpina ingår i släktet Lotobia och familjen hoppflugor.
Artens utbredningsområde är Kongo. Inga underarter finns listade i Catalogue of Life.